# Ouargla
Pour les articles homonymes, voir Ouargla (homonymie).
Ouargla (en berbère: Wargrən, en arabe : ورڨلة) est une ville du Nord-Est du Sahara algérien et le chef-lieu de la wilaya de Ouargla à 128 mètres d'altitude. En 2008, l'agglomération compte  169 927 habitants, dont 133 024 pour la seule commune de Ouargla.
Sa wilaya constitue un pôle économique riche en réserves de gaz et de pétrole, contenues sur le territoire de Hassi Messaoud. Avec 2 887 km², la commune dispose d'une superficie considérable. Ouargla possède un climat désertique chaud. Elle est la première ville du Sahara à posséder un tramway.
Ouargla est une des villes les plus anciennes du Sahara, elle connaît un essor grâce au commerce transsaharien, puis subit un déclin. Son ksar est l'un des plus grands et plus actifs du Sud algérien.

## Toponymie
Le nom berbère de la ville est Wargren ou Wardjelan, et son nom officiel est Wargla.
Elle porte le nom des Béni Ouarglis, une tribu zénète qui a occupé la ville. Le nom signifierait en berbère « celui qui est barricadé ». Il s'écrit ⵓⵔⴳⵍⵏ traditionnellement en tifinagh ou ⵡⴰⵔⴳⵍⵏ dans sa version moderne.
Dans divers textes médiévaux, le toponyme « Warjlân » semble désigner à la fois l'ensemble du bassin de Ouargla et une aire d'habitat qui jouait la fonction de pôle central de cet espace.

## Géographie

### Situation
Ouargla est située dans le Nord-Est de l'Algérie, plus précisément dans la partie septentrionale du Sahara algérien. Elle se situe à 190 km à l'est de Ghardaïa, 160 km au sud-ouest de Touggourt, 388 km au sud de Biskra, à 800 km d'Alger et à 618 km de Constantine.
| Zelfana (Ghardaïa) | N'Goussa | Sidi Khouiled |
|                    | Ouargla  | Aïn Beida     |
|                    | Rouissat |               |

### Relief

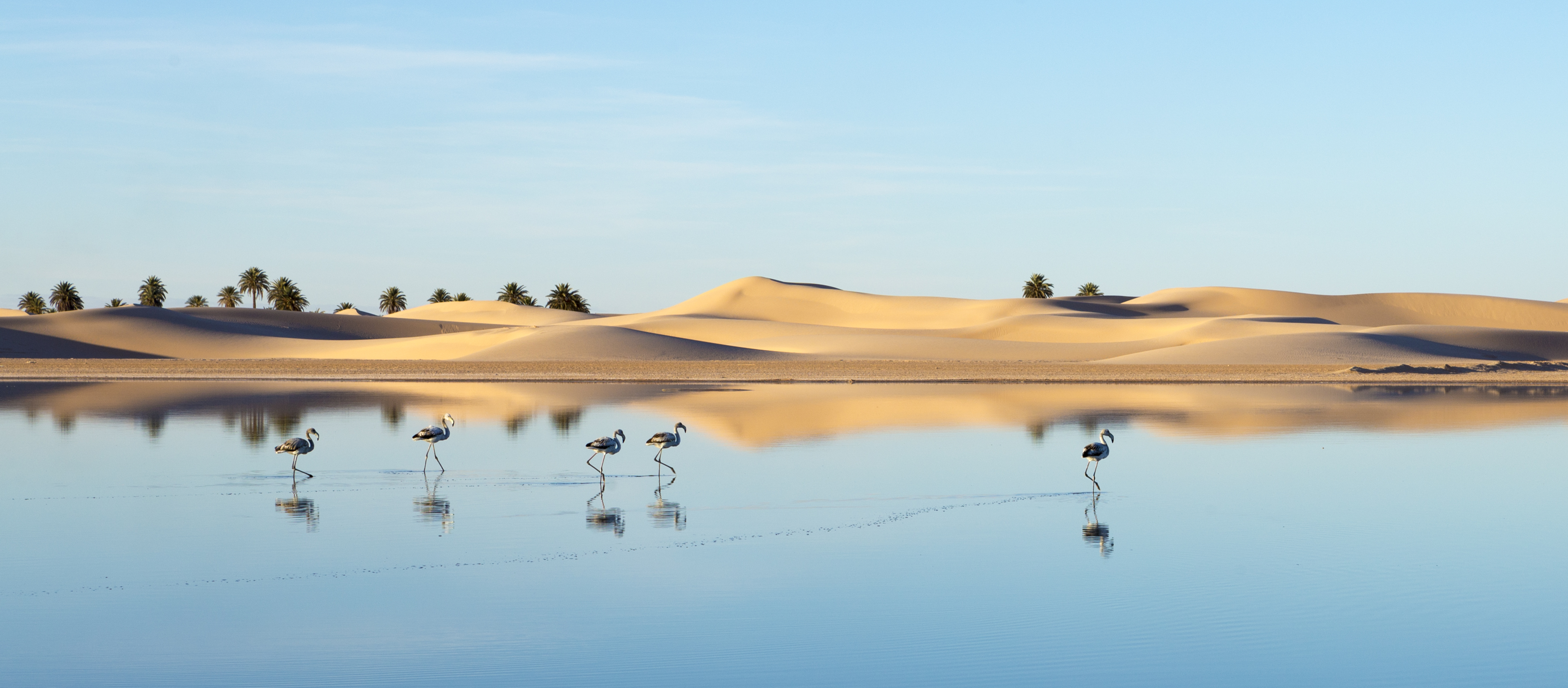
Chott Oum El Raneb.

Ouargla se situe sur un isthme de « terre ferme » reliant le Nord et le Sud saharien, entre le Grand Erg occidental et le Grand Erg oriental.
Elle est localisée dans une dépression qui s'allonge en contrebas du rebord d'un plateau calcaire, et correspond à l'ancien cours de l'oued Mya. Puisque la cuvette ne dispose pas d’exutoire, l'agglomération est ceinturée sur trois côtes par un chott et des étendues salées. Le ksar initial au centre est sur une butte surbaissée ; les palmeraies (arecaceae) entourent la ville moderne.

### Transport
Ouargla est traversée d'est en ouest par la RN49 qui permet de joindre Ghardaïa et Hassi Messaoud. La RN56 qui y prend naissance rejoint la RN3 au nord-est en direction de Touggourt.
La wilaya dispose d’un important réseau routier totalisant 1 785 km de routes, comportant 1 484 km de routes nationales avec 169 km de voies express dédoublées, 364 km de chemins de wilaya avec 44 km de voies dédoublées et 235 km de routes communales.
Elle est desservie par un aéroport situé à 7 km au sud-est de la ville, sur la commune de Ain Beida. La wilaya dispose de deux autres aéroports à Touggourt et Hassi Messaoud.
La ville de Ouargla bénéficie d'une ligne de tramway qui s'étend sur 9,7 km.

### Localités de la commune
Lors du découpage administratif de 1984, la commune de Ouargla est composée à partir des localités et lieux-dits suivants :
- Mekhadma ;
- Beni Thour ;
- Ville de Ouargla ;
- Saïd Otba Est ;
- Saïd Otba Ouest ;
- Ba Mendil ;
- Bouameur ;
- Bour El Haïcha ;
- Sidi Amrane ;
- Gharbouz ;
- Sidi Boughoufala ;
- Melala Ksar ;
- Hassi Miloud ;
- Zone d'activité ;
- Delalha (Sidi Amrane).

### Climat
Ouargla a un climat désertique chaud (Classification de Koppën BWh) typique du désert du Sahara. La ville possède des étés très longs et extrêmement chauds et des hivers courts et agréables. Les températures moyennes de la ville sont les plus élevées des grandes villes d’Algérie. La température du mois de juillet qui est le mois le plus chaud est d’environ 43 °C. Le climat y est particulièrement aride et très peu pluvieux avec un ciel dégagé la plupart du temps. Les précipitations enregistrées dans la ville de Ouargla sont limitées à seulement 45 mm par an en moyenne.
| Mois                              | jan. | fév. | mars | avril | mai  | juin | jui. | août | sep. | oct. | nov. | déc. | année |
| --------------------------------- | ---- | ---- | ---- | ----- | ---- | ---- | ---- | ---- | ---- | ---- | ---- | ---- | ----- |
| Température minimale moyenne (°C) | 4,7  | 6,8  | 10,8 | 15,1  | 19,8 | 24,7 | 27,7 | 27,3 | 23,2 | 17,2 | 10   | 6    | 16,3  |
| Température moyenne (°C)          | 11,5 | 13,6 | 17,6 | 21,3  | 25,8 | 32,1 | 34,5 | 34,2 | 30   | 23,2 | 16,8 | 12,9 | 22,84 |
| Température maximale moyenne (°C) | 18,1 | 20,9 | 26   | 30    | 34,9 | 40,3 | 43,3 | 42,5 | 37,3 | 31,4 | 23,7 | 19,2 | 30,8  |
| Record de froid (°C)              | −3,7 | −2   | 0    | 3     | 8,9  | 14,8 | 17   | 18   | 13   | 5    | −0,2 | −2,6 | −3,7  |
| Record de chaleur (°C)            | 28,3 | 37,2 | 40   | 41,3  | 46,2 | 49   | 51,3 | 53,5 | 47,7 | 42,3 | 38,9 | 31,4 | 53,5  |
| Précipitations (mm)               | 12,4 | 1    | 5    | 1,8   | 11,6 | 4,1  | 0,5  | 0,3  | 5,5  | 4,4  | 8,8  | 2,8  | 55,9  |

| Diagramme climatique                                  |          |         |           |              |             |             |             |             |             |           |          |
| J                                                     | F        | M       | A         | M            | J           | J           | A           | S           | O           | N         | D        |
| 18,14,712,4                                           | 20,96,81 | 2610,85 | 3015,11,8 | 34,919,811,6 | 40,324,74,1 | 43,327,70,5 | 42,527,30,3 | 37,323,25,5 | 31,417,24,4 | 23,7108,8 | 19,262,8 |
| Moyennes : • Temp. maxi et mini °C • Précipitation mm |          |         |           |              |             |             |             |             |             |           |          |

## Histoire

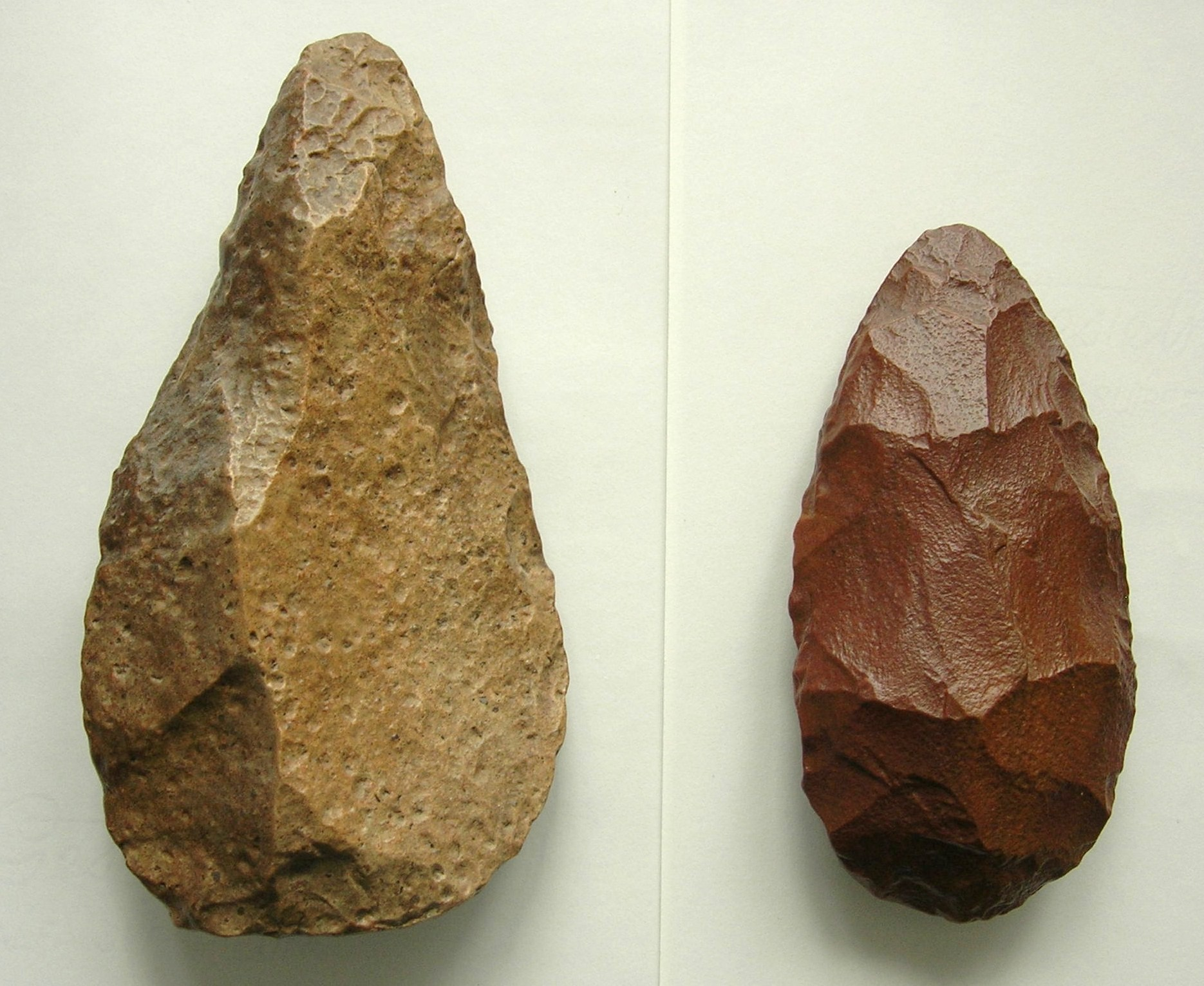
Bifaces provenant de la région de Ouargla

L'oasis de Ouargla est un centre de peuplement extrêmement ancien, comme l'attestent des traces d'habitat, d'époque préhistorique. Les nombreux ateliers néolithiques des gisements sur les berges des sebkhas se rattachent à une culture de tradition capsienne.
Le nom de Ouargla n'est pas mentionné chez les auteurs grecs et romains, mais de nombreuses pièces de monnaie romaines retrouvées dans la région laissent supposer que des échanges ont eu lieu avec les provinces romaines de Numidie et d'Afrique.

### Période ibadite

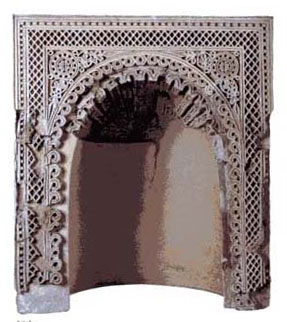
Niche sculptée de Sedrata exposée au Musée national des antiquités et des arts islamiques d'Alger.

Ouargla est une des villes les plus anciennes du Sahara. Les premiers éléments historiques prouvant l’existence des oasis de la région de Ouargla datent des VIIe et VIIe siècles[Quoi ?], qui coïncident avec le début du développement du grand commerce transsaharien. L'adhésion de la région de Ouargla à l'ibadisme remonte au VIIIe siècle, dès le règne du premier imam rostémide. Ibn Qoutayba écrivait à la fin du IXe siècle : « Les Béni Ouargla, peuple zenatien descendant du Ferini, fils de Djana [...] de toutes ces tribus celle de Ouargla est maintenant la mieux connue ».
En 909, Tahert est ruinée par une attaque des Berbères montagnards Ketamas, alliés au dai  fatimide Abu Abd Allah ach-Chi'i. La ville est détruite et ses habitants sont massacrés ou exilés. Les réfugiés fuient dans le désert, ils s'établissent alors à Sédrata, située à 14 km au sud de la ville actuelle. Ce carrefour du commerce transsaharien devient un centre pour les ibadites.
Les sources médiévales évoquent la prospérité du « pays de Ouargla », et dont les légendes affirment qu’elle comptait une centaine de « villages ». La présence d'importantes ressources aquifères explique que cette oasis ait été jadis la plus grande palmeraie d'Algérie.

### Émergence de la ville puis son déclin

Routes commerciales transahariennes.

Vers la fin du XIe siècle, une attaque hammadide est à l'origine de la construction de l'actuelle Ouargla. Sédrata est ensuite détruite au XIIIe siècle, celle-ci marque la fin de la prospérité connue au Xe et XIe siècles. Ouargla devient alors définitivement le centre principal de la région. Peu de temps après, lorsque le souverain hafside de Tunis entre à « Warğlān », la ville où il fait construire une grande mosquée correspond sans doute au site actuel de Ouargla.
Ibn Khaldoun décrit à la fin du XIVe siècle : « de nos jours la ville de Ouargla est la porte du désert par laquelle les voyageurs qui viennent du M'Zab doivent passer quand ils veulent se rendre au Soudan avec leur marchandise ». La ville a joui pendant plusieurs siècles d'une prospérité fondée autant sur l'exploitation agricole que sur le trafic commerçant avec le Soudan. La cité était le plus souvent indépendante, capitale de plusieurs dynasties locales.
Tandis que la communauté ibadite locale s'est repliée dans le Mzab, Ouargla perd aux siècles suivants son rôle de « porte du désert » au profit de nouveaux centres comme Touggourt. Elle subit les conséquences du déclin de ce commerce à partir du XVIe siècle avec la chute des royaumes du Sud et le détournement des routes de l'or. 
Au  milieu du XVIe siècle le Beylerbey d'Alger Salah Raïs fait, payer tribut aux populations de Ouargla, puis elle est rattachée au beylik de l'Est. La tribu des Said Atba, devient la tribu makhzen de cette région. La prière du vendredi (khutba) est dite au nom du calife de Constantinople et fait du dey d'Alger son représentant légitime.

### Période coloniale

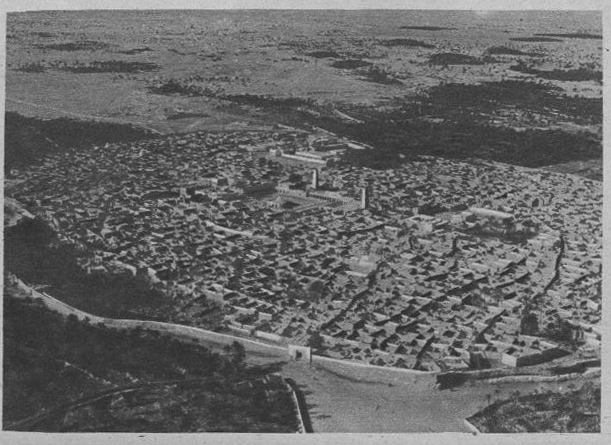
Vue aérienne de Ouargla dans les années 1920.

Lors de la conquête de l'Algérie par la France, Ouargla devient un enjeu militaire important après la prise de Laghouat et un foyer de résistance dirigé par le sultan Mohammad Benadallah. Une intervention le déloge de son ksar de Rouissat en 1853 au profit d'un aghalik d'une tribu alliée des Ouled Sidi Cheikh. L'armée française entre dans la ville en 1854.
En 1862, la pax gallica est imposée de nouveau par une colonne militaire partie de Géryville. Une administration y est mise en place en 1872, le général Lacroix Vaubois confie la ville à l'Agha Ben Driss de Biskra. Elle acquit alors le statut le poste de commandement militaire face au Sud et du nœud ferroviaire incontournable dans la grande entreprise du chemin de fer transsaharien.
Le 27 février 1962, à la veille du dernier round des négociations des Accords d'Évian, les populations de Ouargla se sont soulevées pour refuser la partition de l'Algérie.

## Administration

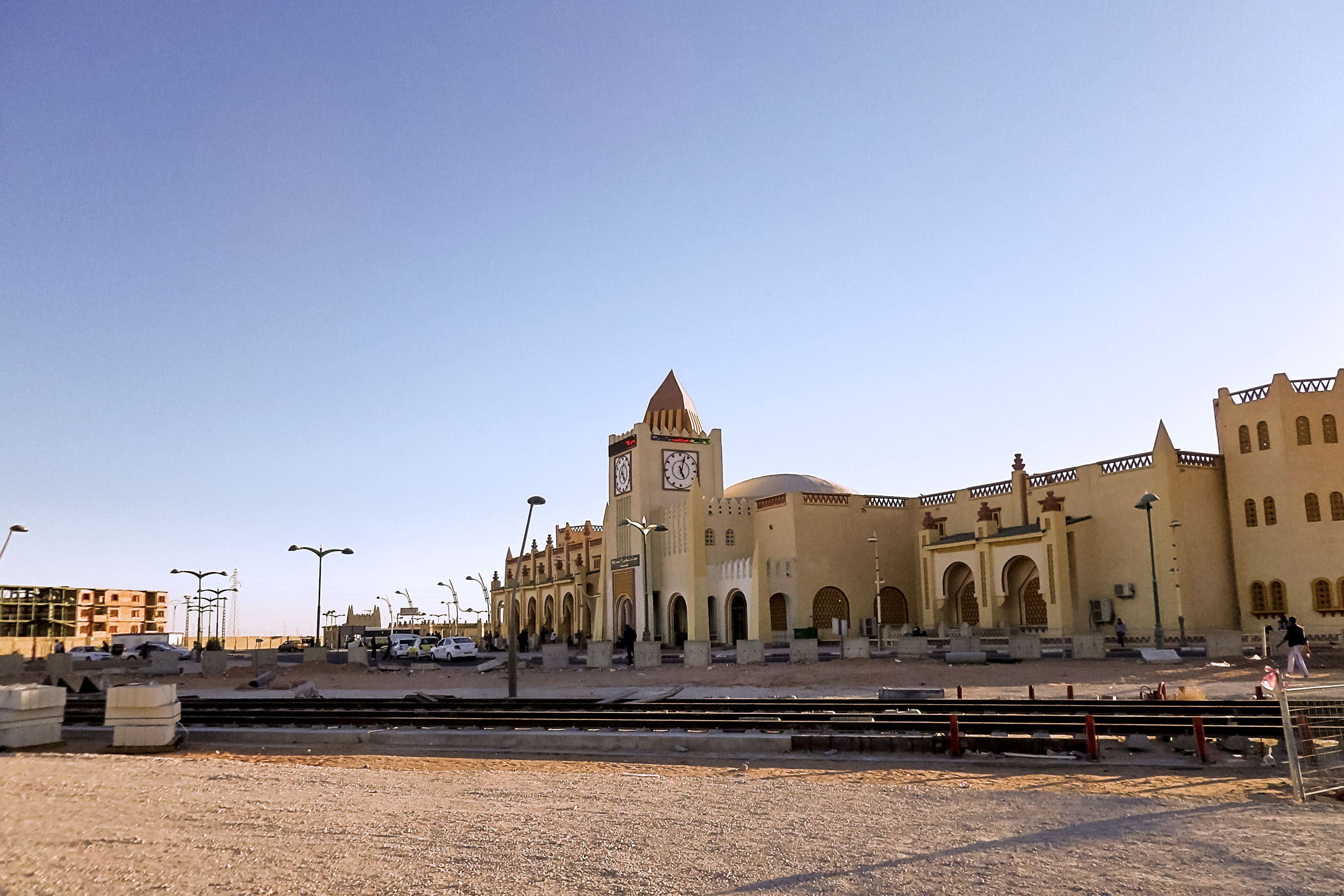
Gare routière de Ouargla.

Ouargla devient un centre administratif dès 1872. En 1902, le Sahara algérien est réorganisé en quatre territoires militaires dont celui des Oasis qui avait Ouargla comme chef-lieu. Elle est chef-lieu du département des Oasis en 1960, puis de la wilaya des Oasis jusqu'au découpage administratif de 1974, où elle devient chef-lieu de la wilaya de Ouargla.
La ville prend de l'importance en devenant un pole urbain par excellence de tout l'est saharien algérien en se dotant d'équipements et d'infrastructures publiques à vocation régionale. En janvier 1970, se tient dans la ville la première réunion du gouvernement algérien hors de la capitale et, en 1971, la première assemblée communale élue est installée.
Ouargla est considérée en Algérie comme la capitale du Sud, son rôle dépasse le cadre de sa wilaya. Elle était depuis longtemps une base militaire. Elle abrite des institutions civiles à rayonnement régional notamment le Centre de développement des régions sahariennes.

## Urbanisme

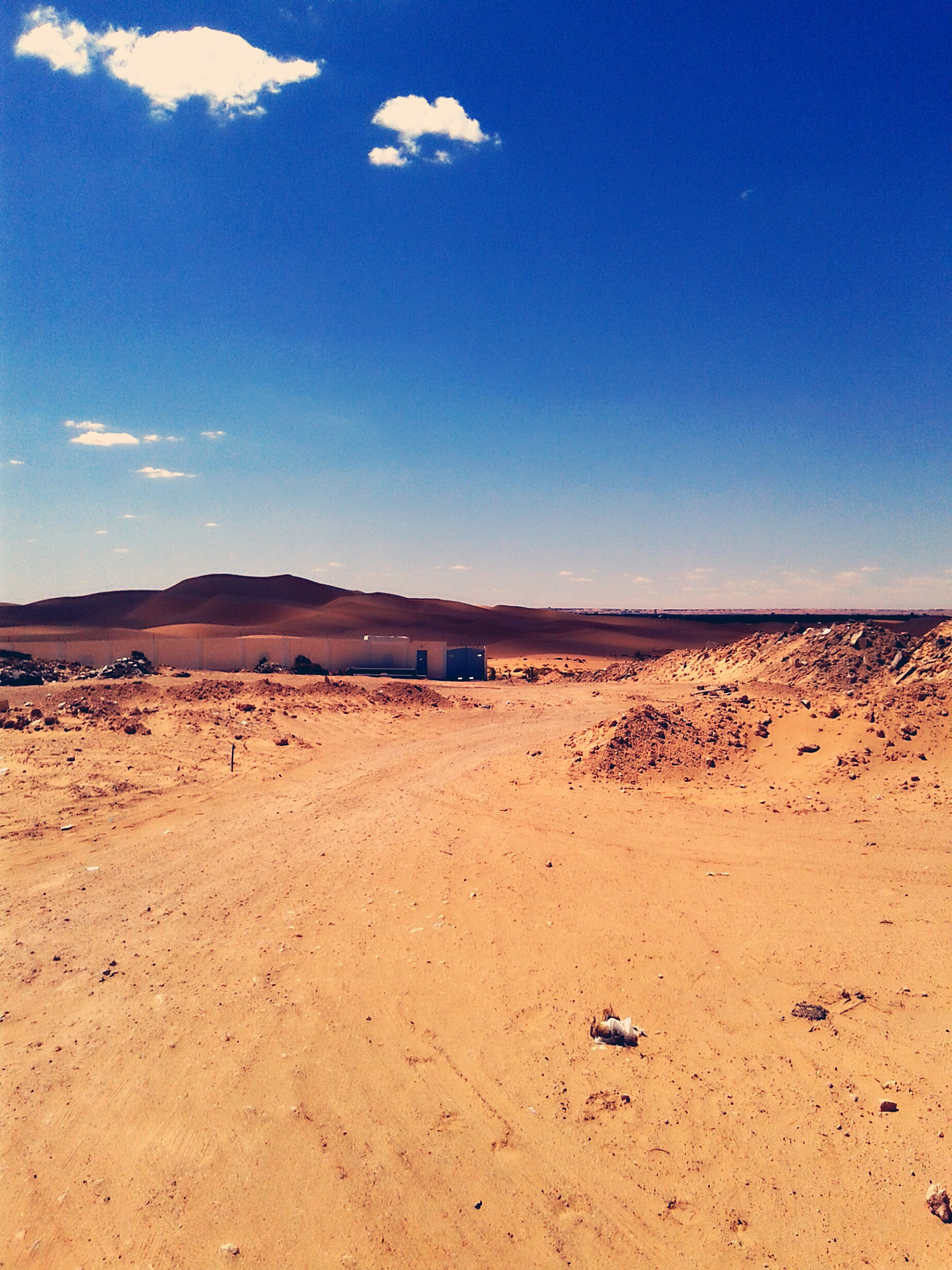
Le sable rouge du Sahara.

La ville de Ouargla est construite en cercles concentriques autour d'un centre historique (le ksar) entouré par la ville moderne. Le ksar regroupe les 3 quartiers de Béni Sissine, Béni Brahim et Béni Ouaguine. Il demeure vivant et très actif, et conserve sa structure dense du tissu urbain, même si certains pans sont dégradés. Durant la période coloniale, les remparts et fossés qui le ceinturaient ont été remplacés par un boulevard périphérique.
La ville nouvelle héritée de la ville de l'administration civile et militaire française des années 1930, est bâtie selon une disposition triangulaire. Elle regroupe un certain nombre d'administrations. Cette nouvelle ville était destinée à accueillir des officiers et des fonctionnaires français. Après 1940, la ville continue à s'étendre et se densifier, l'opération la plus importante est la construction de la cité Sélice destinée à accueillir les civils français. Puis des quartiers de nomades sédentarisés font leur apparition, ils sont fractionnés selon les appartenances tribales : au nord Said Otba, au sud-ouest Mekhedma et au sud-est Beni Thour.
Après l'indépendance, les pouvoirs publics ont construit les cités de logements collectifs. A l'Est du « triangle vert », le quartier militaire des années 1930, se concentrent les bâtiments administratifs : l'Hôtel de la Wilaya, le Palais de Justice, l'Hôtel des Finances, la Direction de l'Infrastructure et des Équipements, les Postes et Télécommunications, la Direction de l'Agriculture et de la Réforme Agraire de la Wilaya. La ville en pleine expansion, déborde de toutes parts, et rejoint les ksour périphériques : Rouissat au sud, Chott, Adjaja ou Sidi Khouiled à l'est, et Boumendil à l'ouest. Au sud, un nouveau quartier administratif est en cours de développement. Ainsi, l'agglomération formée par la ville de Ouargla s'étend sur les communes de Rouissat et de Aïn Beida.
La ville est entourée de plusieurs autres oasis situées dans les communes de Sidi Khouiled, N'Goussa et Hassi Ben Abdellah. Les oasis sont irriguées à partir de puits artésiens d'une profondeur moyenne de 60 mètres ; on en compte plus de 800 dans la région. Cet étalement urbain soulève des problématiques nouvelles en matière d'aménagement et de gestion de l'espace. Les palmeraies ont été partiellement envahies par le bâti et la ville souffre de la remontée et la pollution de la nappe superficielle. De gros travaux ont été entrepris, à la fois pour drainer les sebkhas qui ceinturent l'agglomération, et les rejeter plus loin dans la sebkha d'Oum er Raneb. Mais cette solution ne paraît déjà plus suffisante.

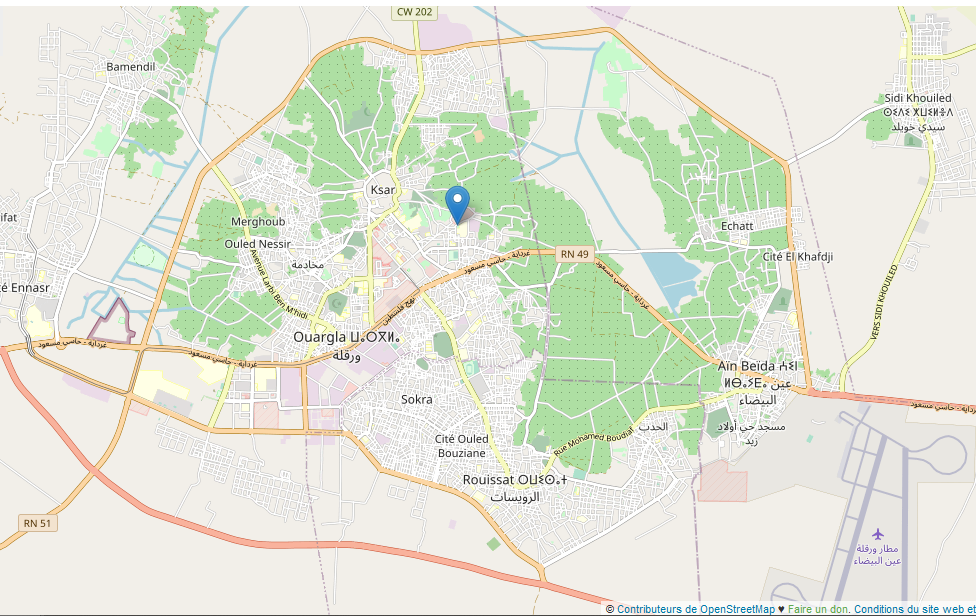
Plan de l'agglomération de Ouargla.

## Démographie

### Évolution démographique
La commune de Ouargla compte 133 024 habitants selon le recensement de 2008, la population de l'agglomération qui s'étend sur la commune de Rouissat, est de 169 927 en 2008, contre 20 000 en 1966.
Elle est la seconde agglomération urbaine du Sahara algérien, après Biskra. Elle a supplanté en importance Touggourt et Ghardaïa, alors qu'elle ne comptait que la moitié de la population de Touggourt durant la période coloniale.
| 1966   | 1977   | 1987   | 1998    | 2008    |
| ------ | ------ | ------ | ------- | ------- |
| 20 000 | 42 098 | 81 721 | 139 381 | 169 927 |

### Population

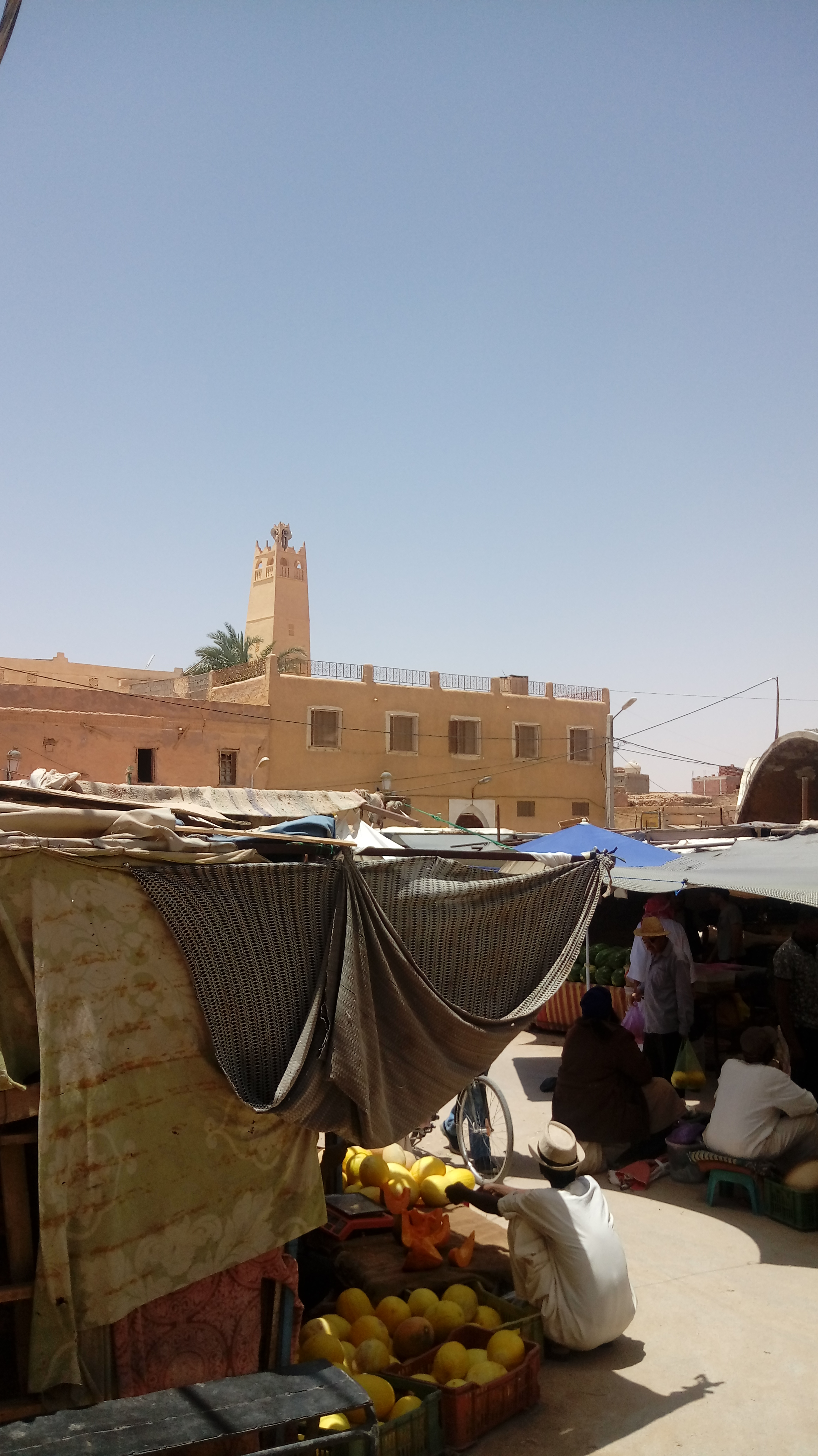
Marché du ksar.

La population de la ville est composite, les populations des ksour sont pour partie des berbères. Dans le ksar d'Ouragla, chaque fraction habitait un quartier : At Brahim, At Ouagguine, At Sissine. Ils  sont appelés les Ouarglis et parlent une variante locale de tamazight appelée tagargrent, proche de celle des mozabites. Chaque groupe avait un accès propre à la palmeraie, par le biais de portes qui perçaient l'enceinte du ksar, il possédait aussi un espace public, une place. Le ksar compte 10 000 habitants, selon le recensement de 2008.
Des tribus nomades arabes se sont sédentarisées progressivement et se sont fixées en périphérie, elles sont fractionnées selon les appartenances socio-ethniques : les Said Otba, les Mekhadma et les Beni-Thour. L'intensification des relations avec l'extérieur ainsi que le développement d'une masse salariale importante ont modifié les structures sociales des populations locales.
La région de Ouargla a connu une croissance démographique rapide, qui le doit au développement de l'exploitation pétrolière à Hassi Messaoud, et l'arrivée de travailleurs migrants. En effet, le binôme Ouargla Hassi-Messaoud est le premier centre récepteur de migrants définitifs et de main d'œuvre, au niveau national, notamment en provenance de la métropole algéroise, du Bas-Sahara et du Massif kabyle et ses abords.

## Économie

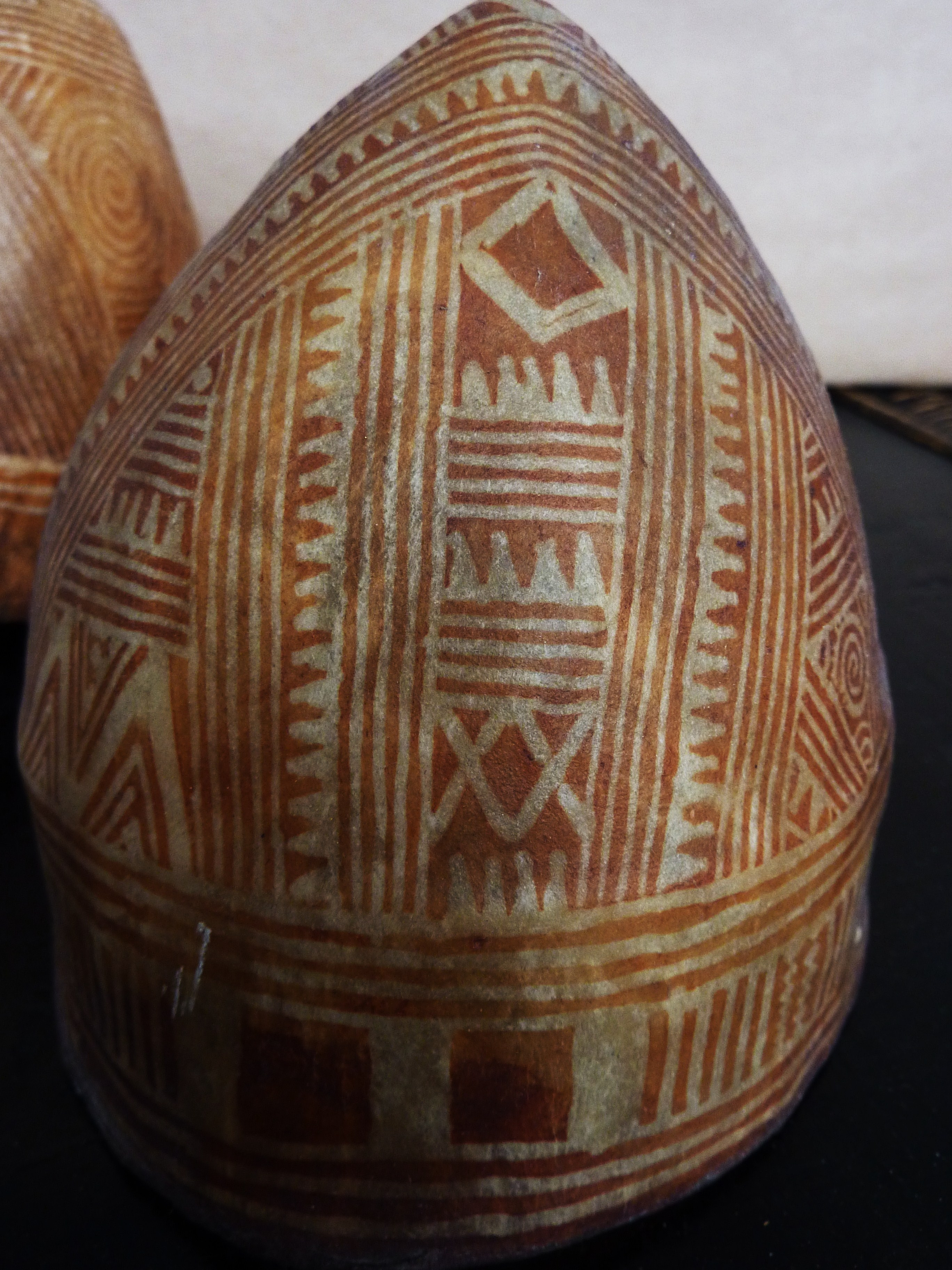
Récipient traditionnel en peau de chameau, marché de Ouargla, 1980.

Le développement de Ouargla est surtout lié aux ressources pétrolières. La prospection et l'exploitation du pétrole ont fourni aux habitants de Ouargla une masse salariale élevée et une hausse du niveau de vie. Même si, la ville n'est pas située au cœur du bassin pétrolifère de Hassi Messaoud. Elle fait figure de grand centre urbain, qui sert de base arrière et de logistique pour les pétroliers.
L'oasis de Ouargla est une des plus grandes du Sahara algérien, elle occupe le lit quaternaire de l'oued Mya. Elle s'étend sur 6000 ha et compte environ un million de palmiers-dattiers. Elle est riche en eau souterraine, la phœniciculture y est pratiquée, son sol est également approprié pour diverses autres cultures agricoles comme les raisins et les olives. Après indépendance, le rétrécissement brutal du marché de l'emploi et le développement d'une politique de petite hydraulique a facilité le retour à la terre.
La ville constitue également un carrefour d'échange important, sur le grand axe méridien qui dessert le Sahara par chemin de fer jusqu'à Touggourt, par voie routière jusqu'à Ouargla . Son marché hebdomadaire rayonne sur sa région et est animé par d'importants commerçants qui sillonnent le Sahara.

## Patrimoine
Le ksar est de Ouargla est classé au patrimoine national algérien et est un secteur sauvegardé. Il est l'un des plus importants du Sahara. Il s'étend sur 30 hectares, et est entouré d'une grande palmeraie. Il abrite des bâtisses à l'architecture typique, des zaouïas, des placettes, un marché historique, mais aussi une douzaine de lieux de culte et deux grandes mosquées, l'une malékite du nom de Lalla Malkia, et l'autre ibadite du nom de Lalla Azza, ainsi que la maison et la bibliothèque des Pères Blancs.
Sept portes séculaires : Bab Amor, Bab Ami, Bab Bouchak, Bab El Boustène, Bab El Khoukha (Rabaa), Bab Azzi et Bab Errabia donnent accès au vieux ksar. Souffrant de la dégradation de son bâti, il connaît des travaux de réhabilitation. La place des Martyrs est située à l'entrée de ce vieux ksar.
Le Musée saharien de Ouargla, est classé au patrimoine national algérien. Il dispose des collections de la préhistoire, des pièces de Sédrata, et des produits de l'artisanat régional du Souf, du Mzab, de l'Oued Righ, de la Saoura, du Hoggar et de Ouargla.
Le site de l'ancienne ville de Sédrata, est situé à une dizaine de kilomètres au Sud-ouest de la ville. Ces vestiges remontant au XXe siècle, sont classés au patrimoine national algérien et considérés comme un lieu de pèlerinage pour les ibadites.
La route de Ghardaïa offre des paysages désertiques rougeâtres. En outre la commune abrite plusieurs sites archéologiques : Ark El Touareg, le grand Erg oriental, Djbal Abad, Kéf El Soltane, Bordj Melala et Hassi Mouilah.

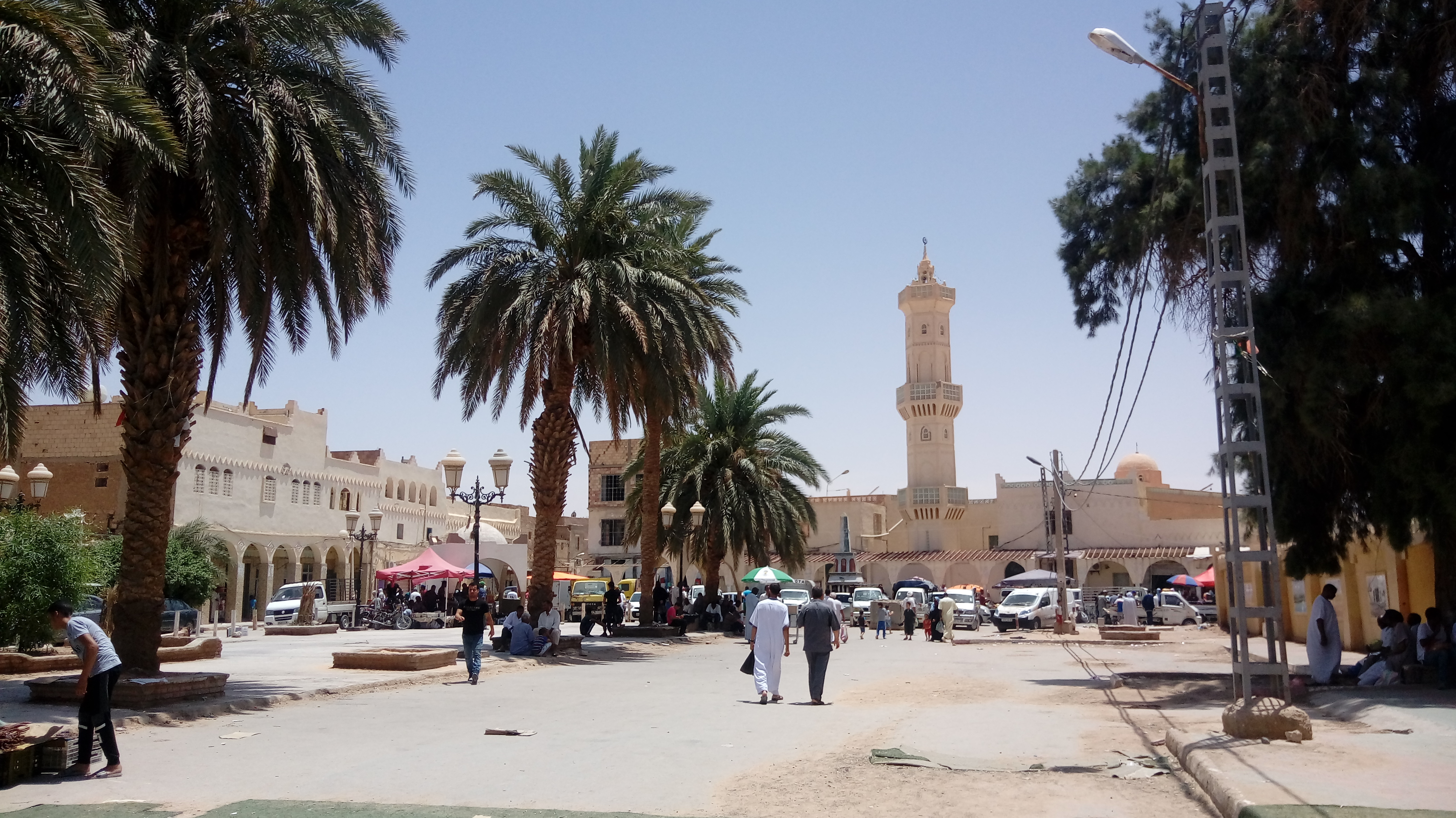
Le centre du ksar.
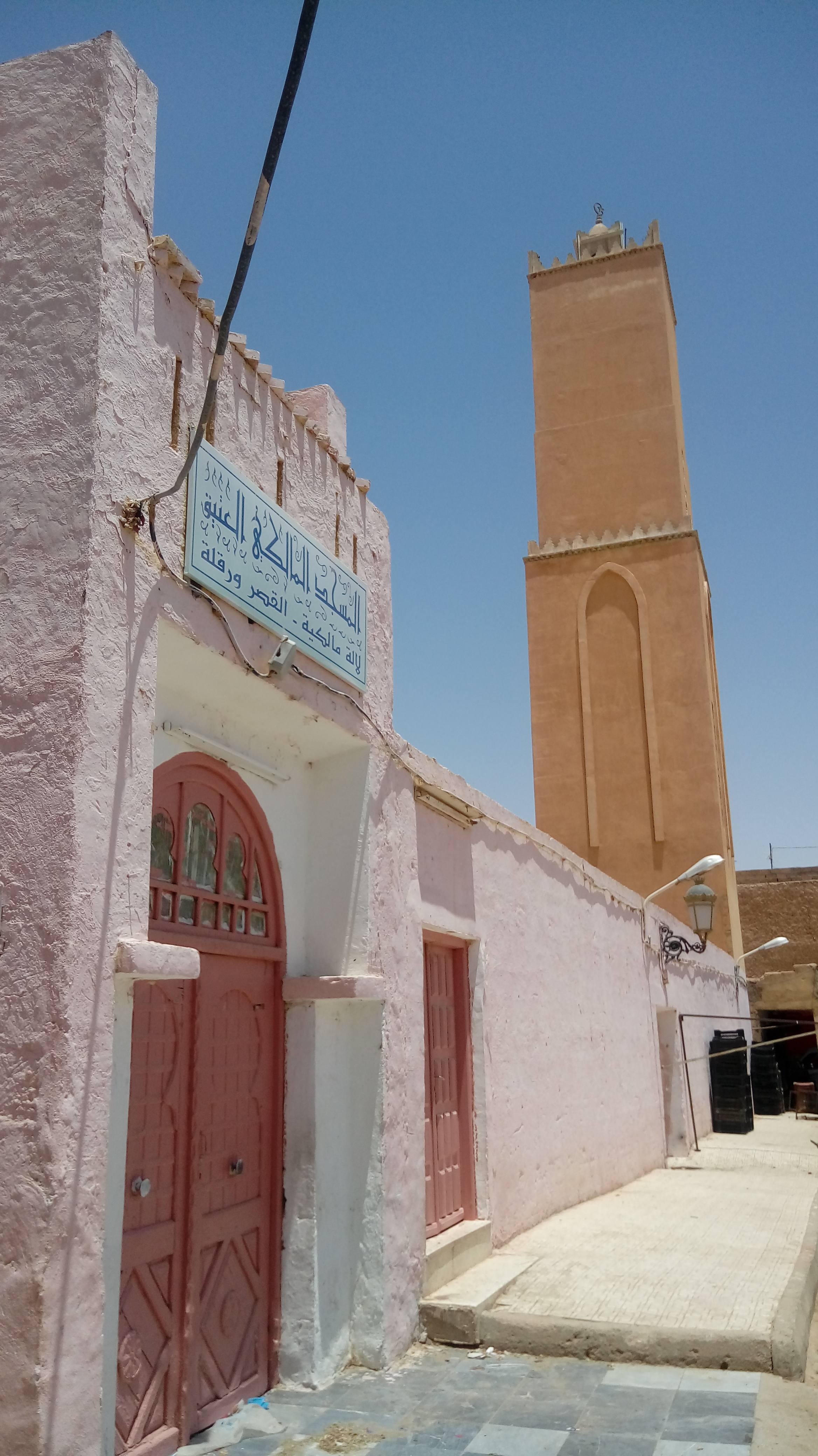
La mosquée malékite du ksar.
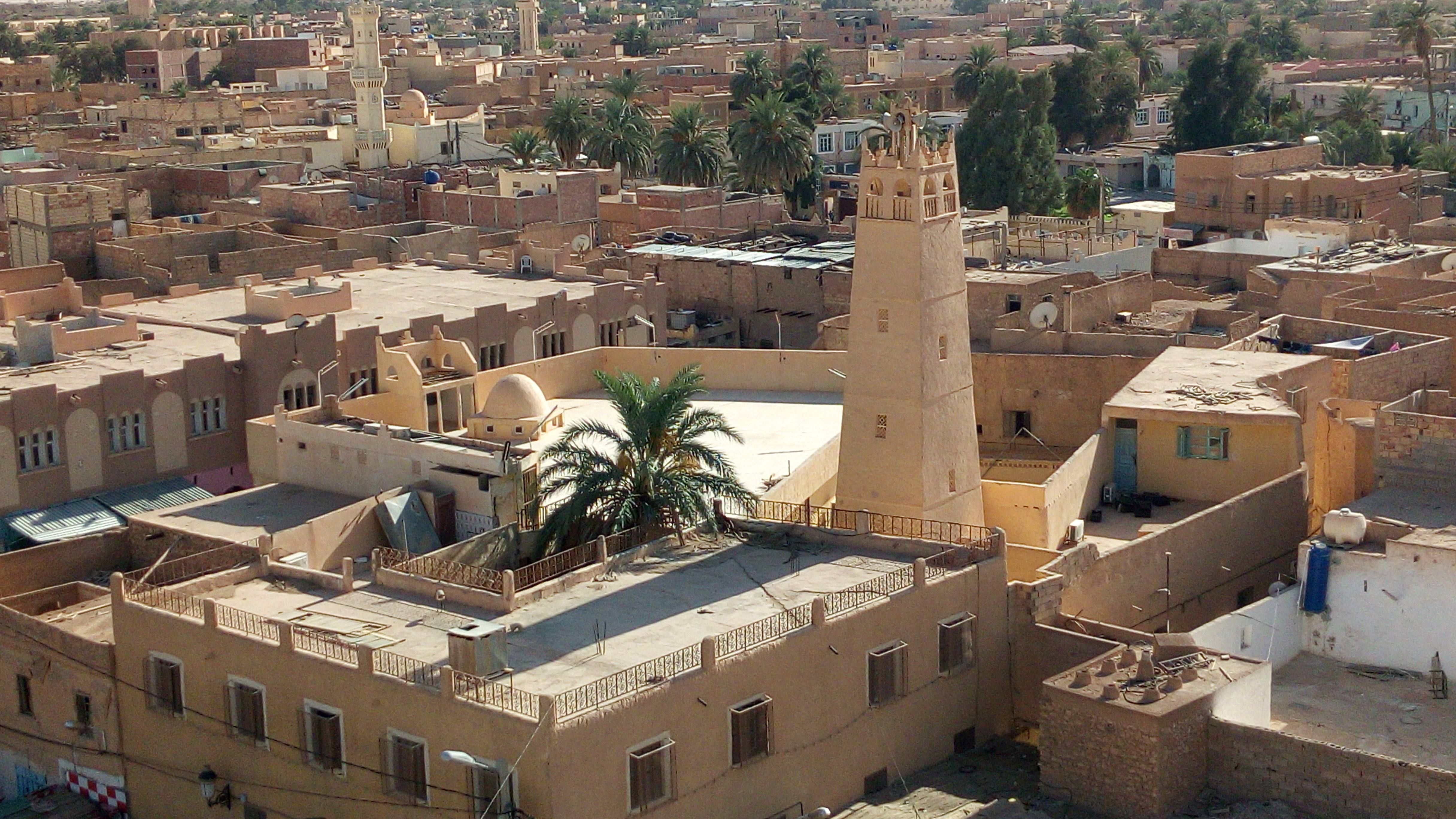
La mosquée ibadite du ksar.
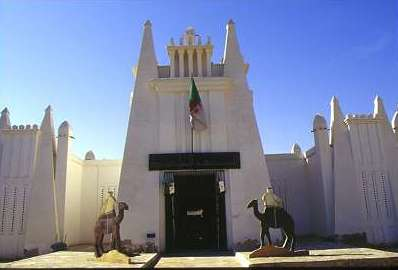
Musée saharien.
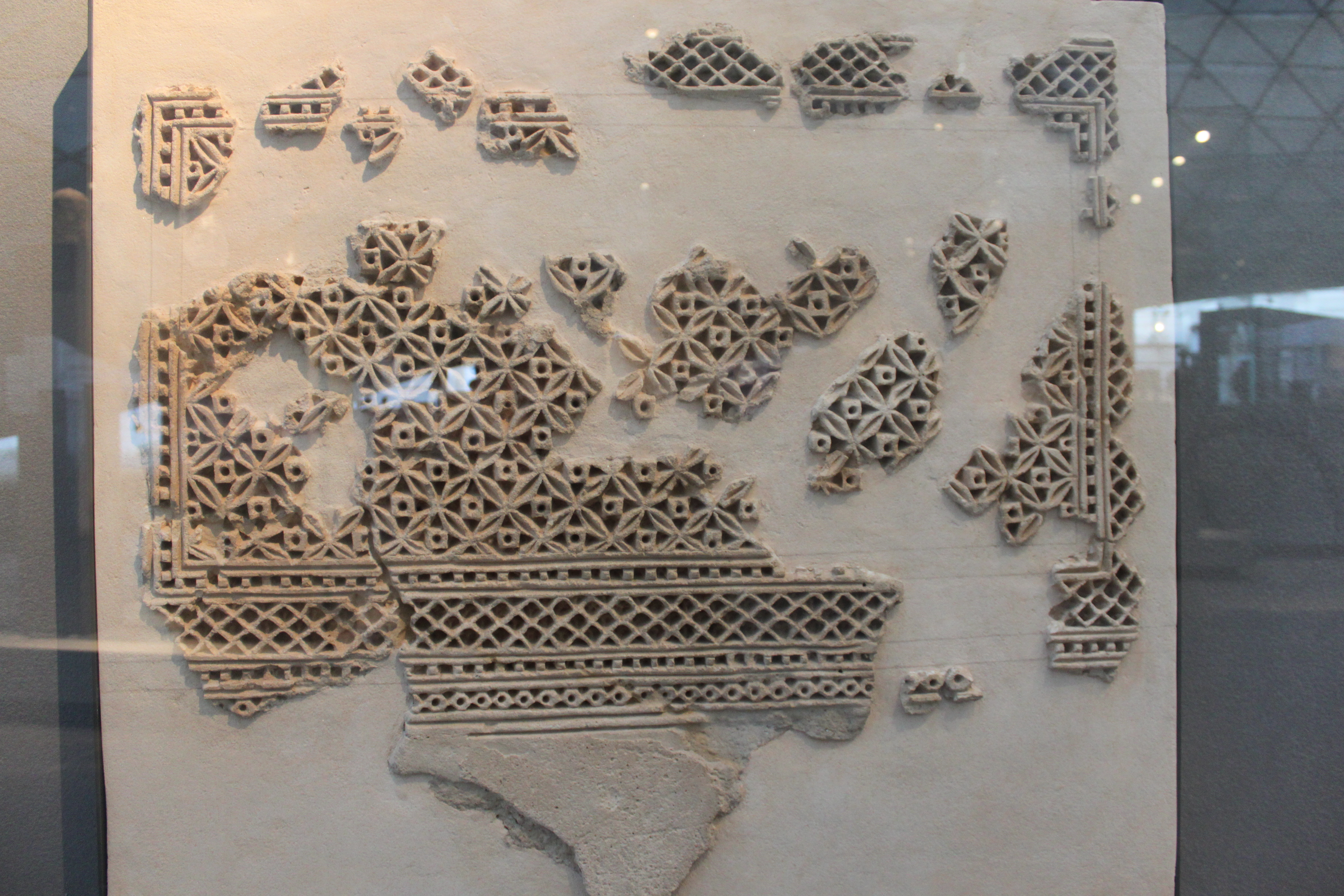
Vestiges de Sedrata.

## Vie quotidienne

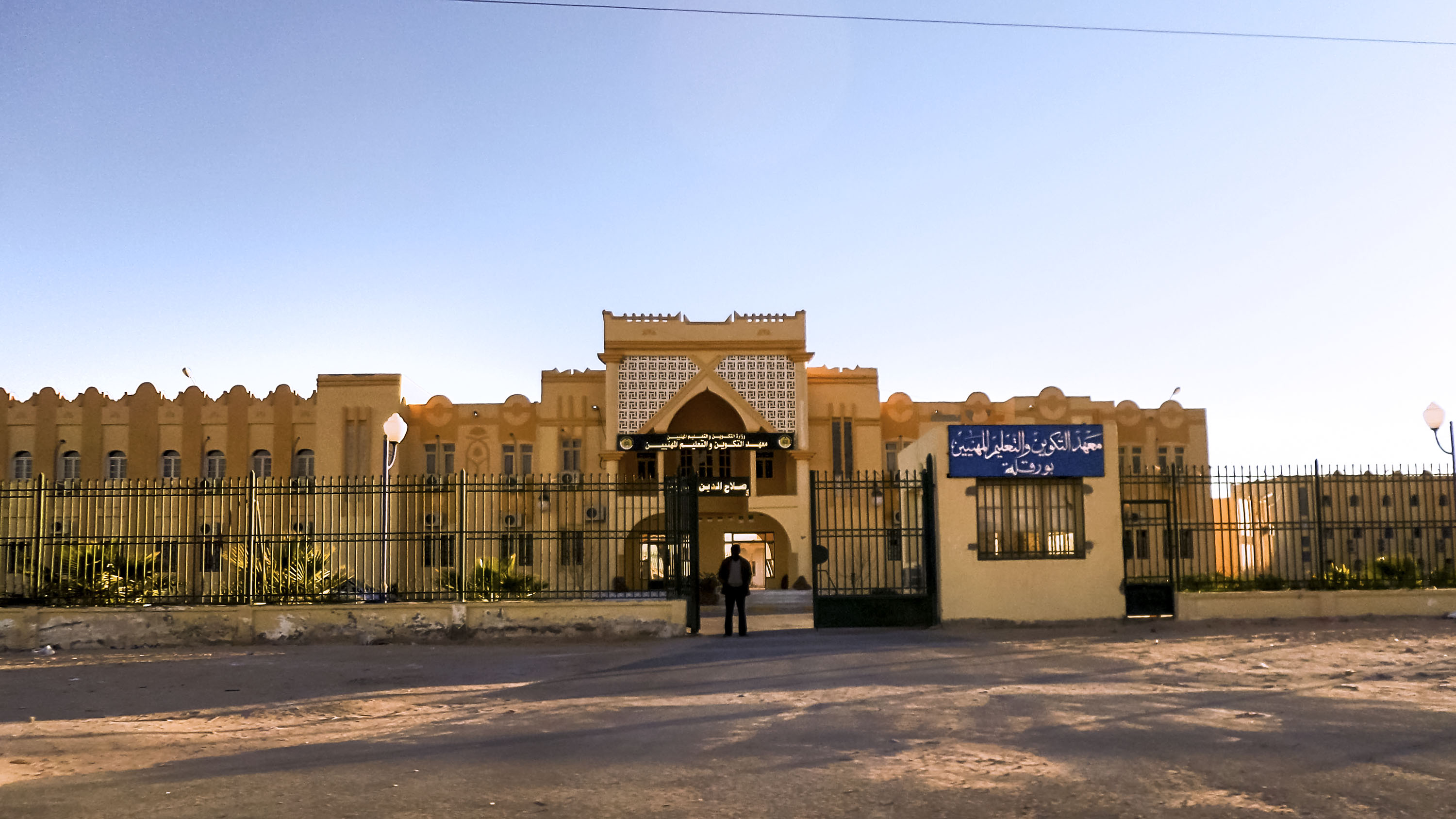
IFP de Ouargla.

### Sport
Le club le plus connu de Ouargla est CR Beni-Thour qui a remporté la Coupe d'Algérie de football en 2000. Par ailleurs, il existe plusieurs clubs à Ouargla, est qui ont marqué le football national notamment en D2 algérienne comme l'IRB Ouargla (fondé en 1977) et l'ex-MC Ouargla (ex- DNC, club disparu actuellement). La ville dispose d'un stade polyvalent, le stade du 13-Février.

### Santé
La commune dispose d'un hôpital public de 407 lits.

### Enseignement supérieur
L'université Kasdi Merbah de Ouargla est composée de huit facultés et deux instituts avec 25 421 étudiants. Depuis indépendance de l'Algérie, les centres de formation professionnelle se sont multipliés dans le but de doter le Sahara oriental d'un encadrement de techniciens : Institut Technologique d'Enseignement (formation des maîtres), Centres de formation des Agents techniques spécialisés de l'Hydraulique, des Contrôleurs techniques, d'agents administratifs, d'infirmiers, d'agents des Postes et télécommunications, Centre régional de formation technique artisanale.

## Personnalités liées à la commune
- Miloud Ataouat, pilote de Rallye-raid, y est né en 1934.
- Ayoub Azzi, footballeur international algérien, y est né en 1989.
- Abdelkader Bengrina, homme politique algérien, y est né en 1962.
- Hamid Berguiga, footballeur, y est né en 1974.
- Mohamed Bennaï, footballeur, y est né en 1988.
- Abdelkader Zoukh, homme politique algérien, y est né en 1949.